# ویلیام آکلند
ویلیام آکلند (انگلیسی: William Hayes Ackland) یک رمان‌نویس اهل ایالات متحده آمریکا است.